# گری دن جانسون
گری دن جانسون (انگلیسی: Garry Johnson؛ زادهٔ ۲۰ سپتامبر ۱۹۳۷) فرد نظامی اهل بریتانیا است. وی همچنین برندهٔ جوایزی همچون صلیب نظامی شده‌است.